# Marius Gabriel Cazemajou
Marius-Gabriel Cazemajou (Marsella, 10 de diciembre de 1864 - Zinder, 5 de mayo de 1898) fue un militar y explorador francés.

## Biografía

### Primeros años
Fue hijo de un suboficial, realizó brillantes estudios, ingresó en la Escuela Politécnica en 1882 y se graduó como ingeniero. Ingresó en el ejército francés y sirvió como oficial del cuerpo de Ingenieros.
Sirvió en la Indochina francesa y participó en la campaña de Tonkín de 1884-1885, durante la cual fue ascendido a capitán. En 1893, Cazemajou realizó una expedición desde el sur de Túnez hacia el Fezzan, en la que pasó por la ciudad de Ghadames. En 1896, fue asignado al África Occidental Francesa, participando en la ocupación francesa de la región del Volta Negro. 

### Expedición al Chad
Apoyado por el Comité de l'Afrique française, en 1896 presentó un proyecto de misión desde el Dahomey francés hasta la zona montañosa del Tassili n'Ajjer, con el fin de verificar si había supervivientes de la misión al Sáhara comandada por Paul Flatters. Finalmente, el Comité lo envió al Chad para estudiar los estados a lo largo de la línea Say-Barroua y para tratar de entrar en contacto con la misión del explorador Émile Gentil.
En 1897, a Cazemajou se le encomendó la tarea de entablar negociaciones con Rabih az-Zubayr, un esclavista que había conquistado el Imperio Bornu, pues Francia temía una amenaza a sus fronteras en África occidental y ecuatorial. El reportero Félix Dubois, un viajero experimentado, acompañó la expedición. Para no ser adelantado por los británicos, que también planteaban sus derechos sobre la región, Cazamajou uso métodos violentos, disparando a los porteadores que intentaron escapar. Dubois, por estas acciones brutales, abandonó la expedición en Say, a donde habían llegado en octubre de 1897. Cazamajou consiguió firmar tratados de protectorado con los sultanes de Kebbi y Tessaoua, aunque otros sultanes se negaron a firmar tratados con Francia. 
La columna se acercó al sultanato de Damagaram a principios de abril de 1898. El sultán Amadou Kouran Daga, aunque afirmó que sólo reconocía al Imperio Otomano, invitó a Cazemajou a su capital, Zinder. Después de tres semanas, en mayo de 1898, mientras la expedición se preparaba para salir hacia el lago Chad, Cazemajou y su intérprete Olive fueron asesinados. El motivo parece ser que sultán Amadou Kouran Daga temía una alianza contra él entre Francia y Rabih az-Zubayr. Los fusileros de la expedición lograron escapar y llegaron a Say después de muchos sufrimientos.
Francia respondió al asesinato de Cazemajou y en 1899 invadió el sultanato y derrotó y mató a Amadou Kouran Daga en septiembre de 1899. El sultanato quedó bajo dominio francés, y hoy en día forma la mayor parte de la región de Zinder, en Níger. 